# Kinne-Vedums kyrka
Kinne-Vedums kyrka är en kyrkobyggnad som sedan 2002 tillhör Götene församling (tidigare Kinne-Vedums församling) i Skara stift. Kyrkan ligger strax norr om centralorten i Götene kommun.

## Kyrkobyggnaden
Stenkyrkan uppfördes under senare delen av 1100-talet. Byggmaterialet är sandsten och är ett verk av den tyske stenmästaren Othelric, som byggde Lunds domkyrka. Kyrkan är en av Kinnekulleområdets bäst bevarade 1100-tals kyrkor. På 1200-talet tillkom tornet och på 1400-talet försågs kyrkorummets tak med kryssvalv. På 1600-talet byggdes ett gravkor som numera är sakristia. I taket syns flera kalkmålningar från 1700-talet tillskrivna Carl Gustaf Hoijst och Johan Laurell.

## Inventarier
- En tronande madonnaskulptur från 1200-talet utförd i björk. Höjd 85 cm.
- En stående madonna från 1400-talet i ek. Höjd 124 cm.
- Dopfunten av sandsten är från senare delen av 1100-talet.
- Predikstolen tillverkades 1691 av bildhuggaren Nils Bratt i Vedum.

## Bilder

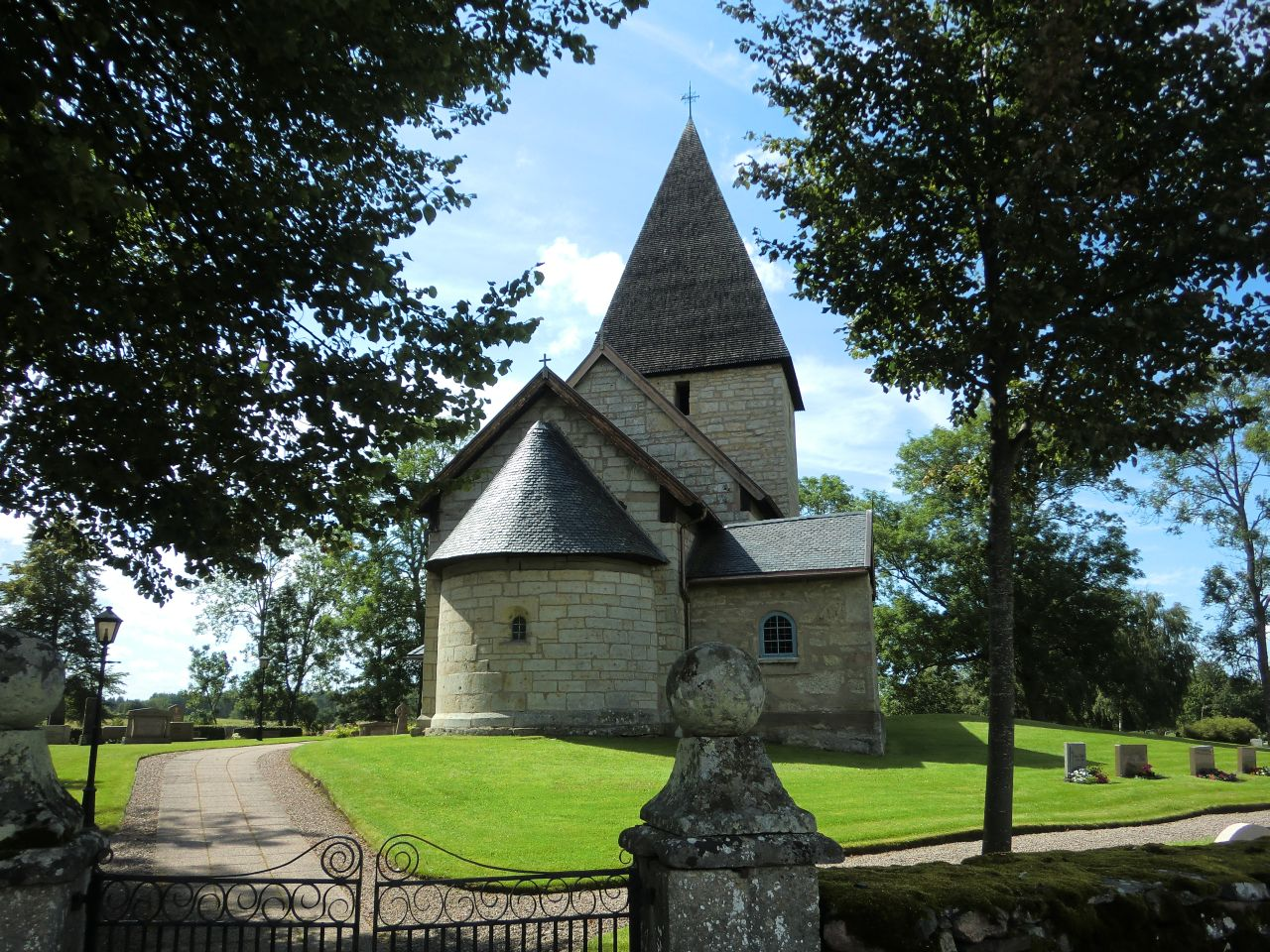
Kinne-Vedums kyrka.
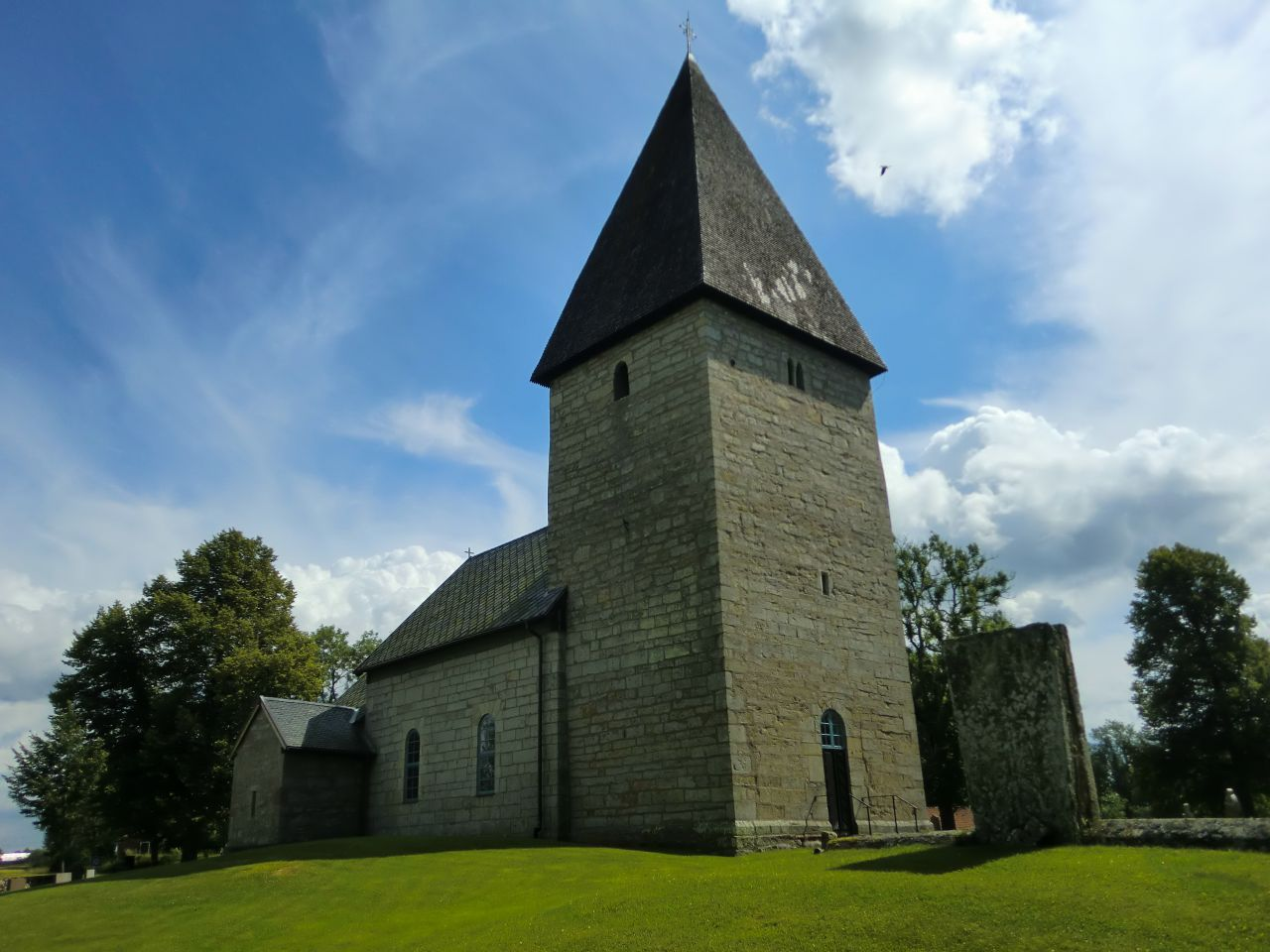
Det massiva tornet.
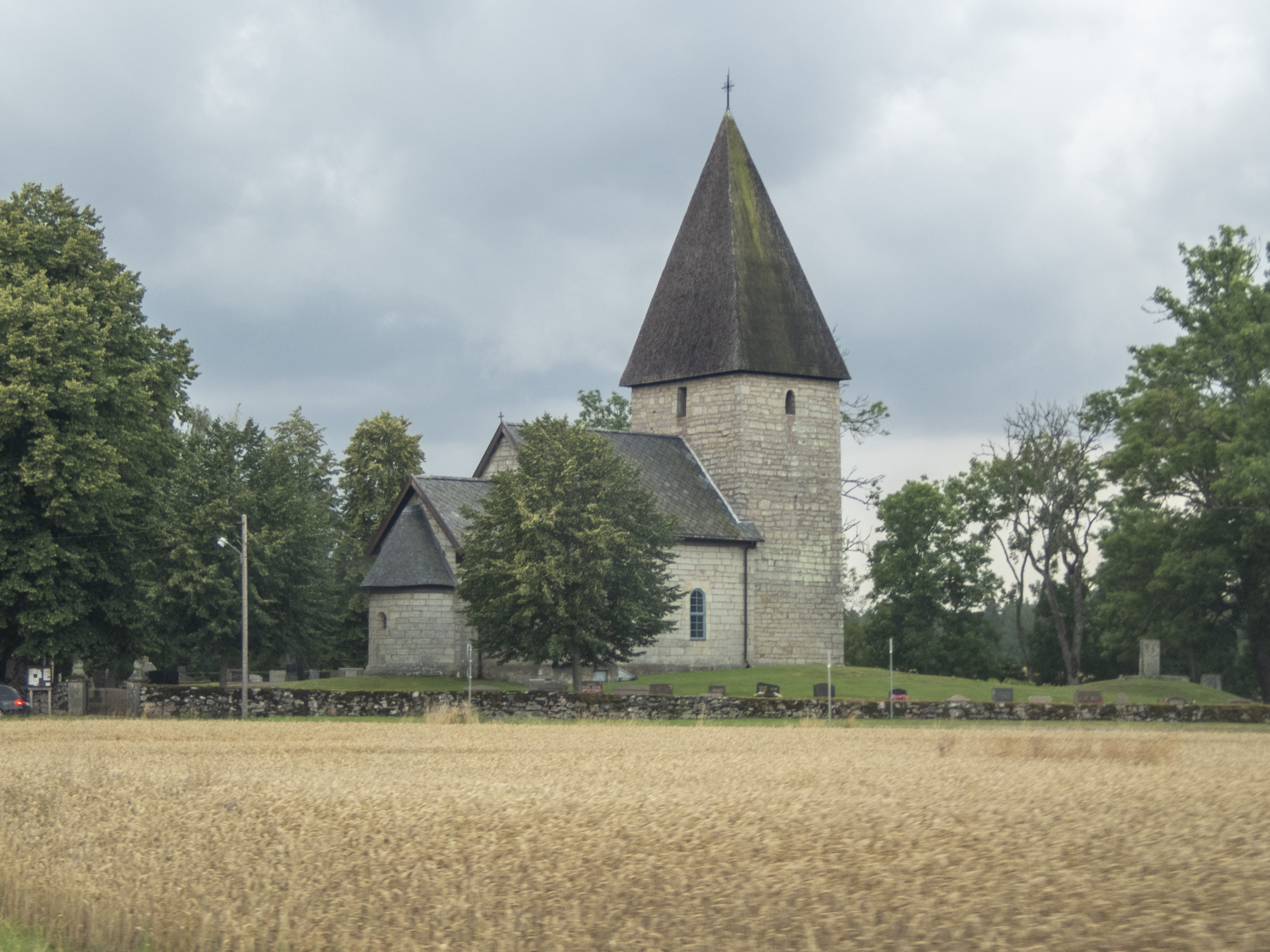
Sedd från landsvägen
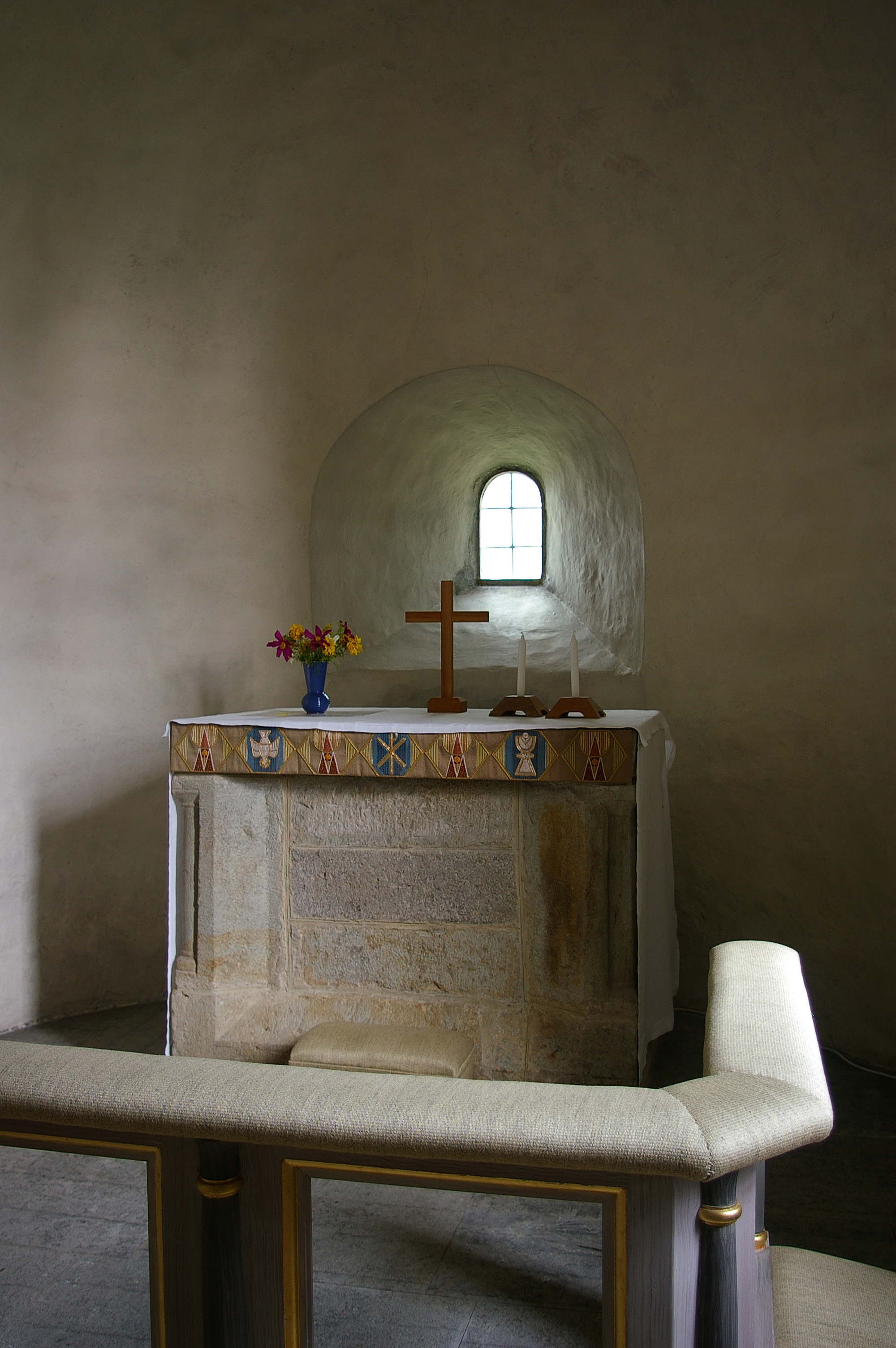
Altaret.
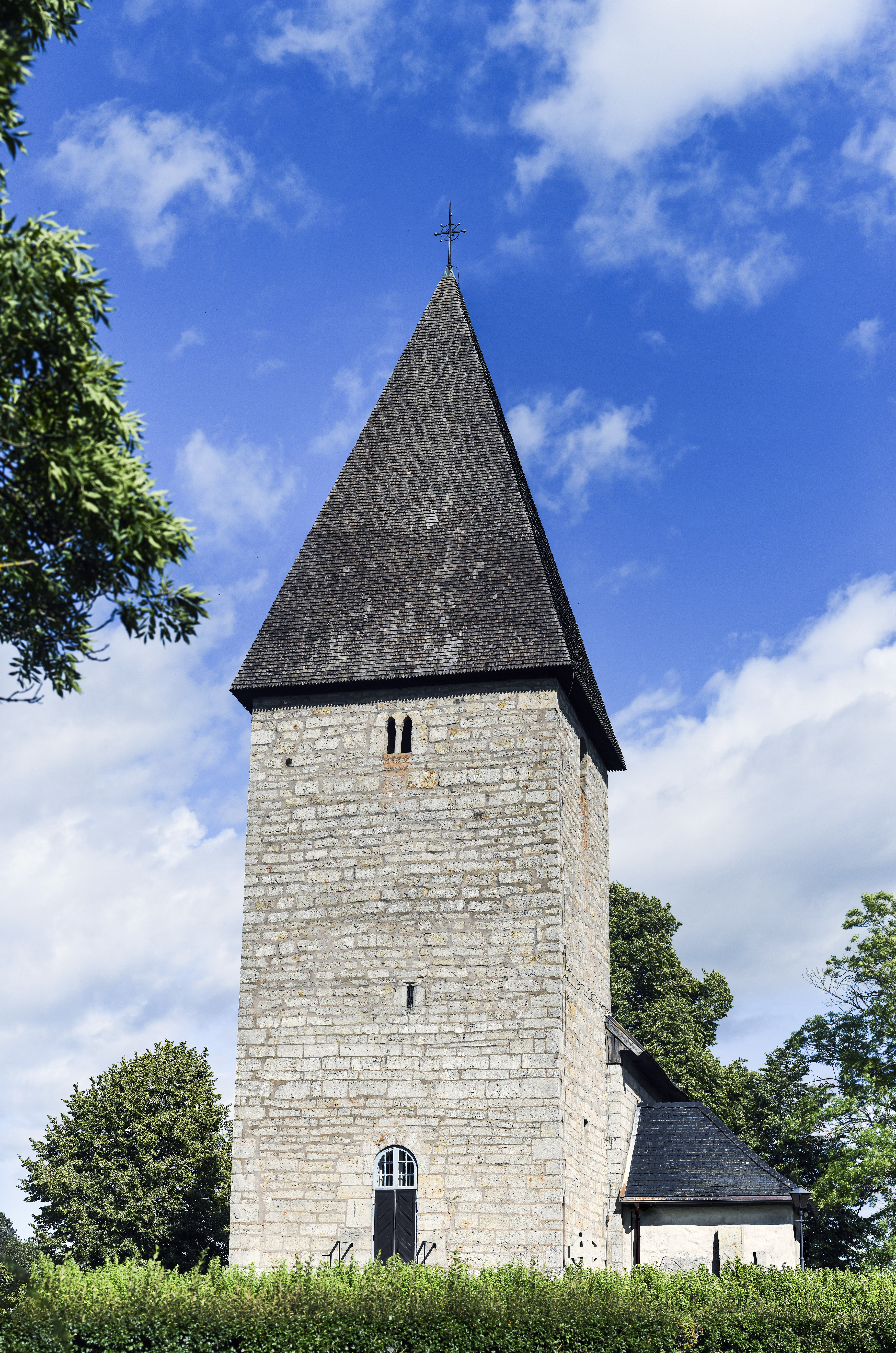
Kinne-Vedums kyrkas torn - 2024.
Nordfasaden på Kinne-Vedums kyrka - 2024.